# Bengt Håkansson
Bengt Harry Willi Håkansson, född 27 april 1949, är en svensk tidigare landslagsspelare i handboll.

## Karriär
Bengt Håkansson inledde sin handbollskarriär i Landskrona IF. Han spelade sedan hela sin elitkarriär för Vikingarnas IF. Våren 1976 tog sig Vikingarna tillbaka till allsvenskan (nuvarande Handbollsligan). Man hade då vunnit division 2 Södra i tre år men de två första föll man i kvalet. Hösten 1976 debuterade Håkansson i högsta serien. Har var en redan etablerad storskytt och placerade sig i skytteligan enligt följande:
| Säsong    | Antal mål | Skytteliga- placering | Summa mål |
| --------- | --------- | --------------------- | --------- |
| 1976-1977 | 126       | 4                     | 126       |
| 1977-1978 | 125       | 6                     | 251       |
| 1978-1979 | 76        | 19                    | 327       |
| 1979-1980 | 104       | 10                    | 431       |
| 1980-1981 | 144       | 3                     | 575       |

På cirka 100 allsvenska matcher gjorde han alltså 575 mål, ett imponerande resultat. Året 1978-1979, med det sämsta resultatet, var han skadad under delar av året.
När OV Helsingborg 2017 tog steget upp i Handbollsligan bestämde man sig även för att ta steget från klassiska Idrottens hus till nya Helsingborg Arena. Men föreningen tänkte därmed inte glömma sin historia. OV Helsingborg såg dagens ljus 1994 efter en sammanslagning av Vikingarnas IF och HF Olympia. Då OV Helsingborg spelade sin premiärmatch 2017 mot Lugi hedrade man Bengt Håkansson, för hans insatser i föreningen. Hans tröja hissades i taket på Helsingborg Arena.

## Landslagskarriär
Bengt Håkansson landslagsdebuterade den 3 februari 1975 mot Island vid nordiska mästerskapet i Helsingör. Han spelade totalt 49 landskamper mellan åren 1975–1979. Under dessa år spelade han för Vikingarnas IF i Helsingborg. Han deltog vid VM 1978 i Danmark då Sverige kom på åttonde plats. Sista landskampen spelade han den 3 mars 1979 i OS-kvalet mot Tjeckoslovakien. Han är Stor Grabb.

## Meriter
- SM-guld 1981 med Vikingarnas IF[3]